# Wilhelm Conrad (Politiker)
Wilhelm Conrad (* 21. Juni 1911 in Gießen; † 31. Juli 1971 in Wiesbaden) war ein deutscher Volkswirt, Politiker (SPD) und Abgeordneter des Hessischen Landtags.

## Leben
Nach dem Abitur an einem Gymnasium studierte Conrad zunächst Rechts- und Staatswissenschaften und wechselte später zu den Fächern  Volkswirtschaft und Versicherungsmathematik. Er legte das Examen zum Diplom-Versicherungstechniker ab, beendete sein Studium 1934 mit der Promotion zum Dr. rer. pol. und arbeitete seit 1936 als kaufmännischer Angestellter in der Versicherungswirtschaft. Von 1940 bis 1942 nahm er als Soldat am Zweiten Weltkrieg teil.
Nach dem Kriegsende wurde Conrad Geschäftsführer einer Wohnungsbaugesellschaft. Von 1949 bis 1956 war er Vizepräsident des Bundesausgleichsamts in Bad Homburg vor der Höhe. 1964 wurde er Vorstandsvorsitzender der Hessischen Landesbank.
Conrad beantragte am 1. Oktober 1937 die Aufnahme in die NSDAP und wurde rückwirkend zum 1. Mai desselben Jahres aufgenommen (Mitgliedsnummer 5.427.177), er war zudem SA-Mitglied. Nach dem Zweiten Weltkrieg wurde Conrad Mitglied der SPD.
Conrad war 1948/49 Ratsmitglied der Stadt Gießen. Von 1958 bis 1970 gehörte er dem hessischen Landtag an. Von 1946 bis 1949 war er Finanzkämmerer der Stadt Gießen. Vom 26. September 1956 bis zum 16. September 1964 amtierte er in der von Ministerpräsident Georg August Zinn geführten Landesregierung als hessischer Staatsminister der Finanzen.

## Ehrungen
- Großes Bundesverdienstkreuz mit Stern und Schulterband, 1967
- Ehrenplakette der Stadt Frankfurt am Main, 1971